# Luiz Henrique Mandetta

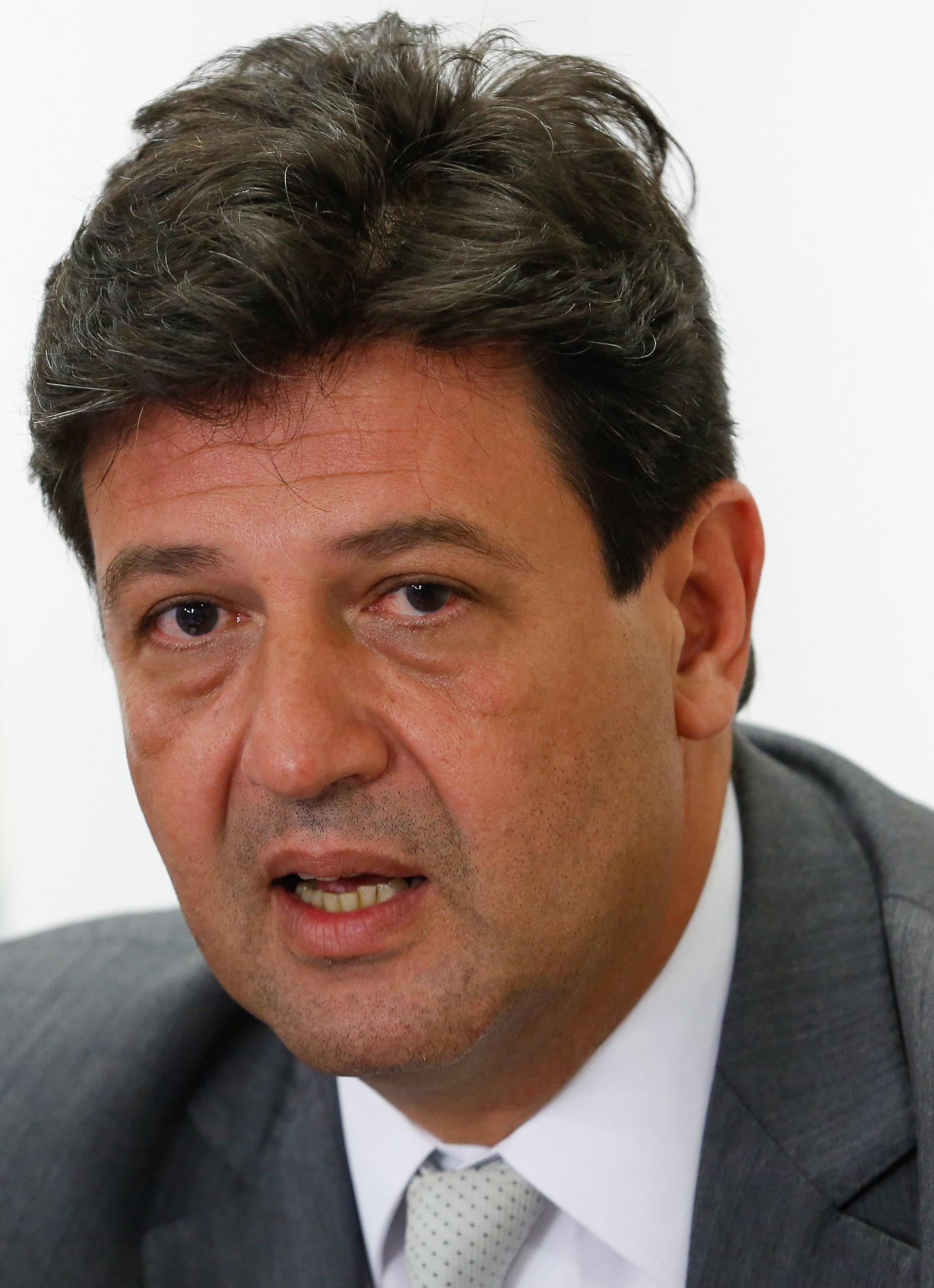
Luiz Henrique Mandetta am 29. Mai 2019

Luiz Henrique Mandetta (geboren am 30. November 1964 in Campo Grande, Brasilien) ist ein brasilianischer Kinderorthopäde und Politiker, Mitglied der Democratas (DEM). Mandetta wurde am 20. November 2018 zum Gesundheitsminister des Präsidenten Jair Bolsonaro ernannt und ersetzte Gilberto Occhi zum 1. Januar 2019. Am 16. April 2020 wurde er von Jair Bolsonaro entlassen.

## Leben
Mandetta entstammt einer einflussreichen Familie in Mato Grosso do Sul, sein Vater ist der Orthopäde Hélio Mandetta, seine Mutter Maria Olga Mandetta. Mütterlicherseits ist er vervettert mit dem Politikerclan der Familie Trad, seine Cousins sind der Senator Nelsinho Trad Filho, der Bundesabgeordnete Fábio Trad, der Stadtpräfekt von Campo Grande Marquinhos Trad und der ehemalige Präsident des Stadtrats von Campo Grande, Paulo Siufi Neto.
Mandetta ist diplomierter Mediziner der Universidade Gama Filho, mit Spezialisierung in Orthopädie durch den Dienst für Orthopädie der Universidade Federal de Mato Grosso do Sul und Subspezialisierung in Kinderorthopädie durch das Scottish Rite Hospital for Children in Atlanta. Seine Militärzeit verbrachte er als Militärarzt im Zentralkrankenhaus des Heeres und erhielt den Rang eines Leutnants.

## Politische Karriere

### Mitglied des Kongresses, 2010–2018
Mandetta war 2003 in den Partido do Movimento Democrático Brasileiro (PMDB) eingetreten, 2010 wechselte er die Partei und trat den Democratas (DEM) bei, da diese ihn bei der anstehenden Kandidatur für den Kongress unterstützten.
Bei den Wahlen in Brasilien 2010 wurde er mit 78.733 der gültigen Stimmen (6,15 %) erstmals zum Bundesabgeordneten seines Heimatstaates Mato Grosso do Sul in die Abgeordnetenkammer des Nationalkongresses (54. Legislaturperiode) gewählt. Er erreichte die Wiederwahl für die 55. Legislaturperiode bei den Wahlen in Brasilien 2014 mit 57.374 der gültigen Stimmen (4,49 %). 
Während seiner Zeit im Kongress war Mandetta vor allem dafür bekannt, dass er sich der Gesundheitspolitik der linken von der Arbeiterpartei geführten Regierung widersetzte, insbesondere dem „Mais-Medicos“-Programm, das kubanische Ärzte in die entlegensten Winkel Brasiliens brachte. Er stimmte für die Amtsenthebung von Dilma Rousseff. Später befürwortete er die Verfassungsänderung Nr. 95 von 2016, die ein neues Steuersystem einführte. Im April 2017 stimmte er für die Arbeitsreform. Im August 2017 stimmte er für die Fortführung der Klage gegen Präsident Michel Temer.

### Gesundheitsminister, 2019–2020
Am 20. November 2018 wurde Mandetta von dem designierten Präsidenten Jair Bolsonaro als neuer Gesundheitsminister angekündigt. Zu den Vorwürfen von Unregelmäßigkeiten, als er Gesundheitsminister von Campo Grande war, teilte Mandetta eine Woche vor der Bestätigung mit, dass er mit Bolsonaro über die Einzelheiten des Falles gesprochen habe. Nach seinen Worten sagte der Präsident, dass allein die Beschwerde kein Grund sei, die Nominierung zu blockieren. Gegen Mandetta wird derzeit wegen angeblichen Beschaffungsbetrugs, Einflussnahme auf den Handel und nicht deklarierten Wahlkampfspenden ermittelt.
Im Rahmen der Coronavirus-Pandemie im Jahr 2020 gewann Mandetta an Bekanntheit, weil er den verharmlosenden Worten seines Präsidenten mehrfach in der Öffentlichkeit widersprach.
Am 16. April 2020 enthob Präsident Bolsonaro Mandetta seines Amtes. Nachfolger wurde am gleichen Tag der Onkologe, Unternehmer und Gesundheitsberater Nelson Teich.